# Ernest Jacquet
Ernest Jacquet (Svájc, Vaud kanton, Lausanne, 1886. szeptember 25. – Svájc, Vaud kanton, Lausanne, 1969. szeptember 30.) svájci olimpikon, jégkorongozó.
Az 1924. évi téli olimpiai játékokon a svájci válogatottal játszott a jégkorongtornán. Első mérkőzésükön a svédek ellen kikaptak 9–0-ra. Ezután a kanadaiaktól egy megsemmisítő 33–0-s vereség jött, majd az utolsó csoportmérkőzésen a csehszlovákoktól is kikaptak 11–2-re, így az utolsó, 8. helyen végeztek. Mind a három mérkőzésen játszott, de nem szerzett gólt.
A gastaadi HC Rosey Gstaadban játszott.